# Kletterroute
Kletterroute (oft auch nur Route, österreichisch auch Kletterführe oder Führe, in Sachsen auch Kletterweg) ist ein Begriff aus dem Bereich des Kletterns und des Bergsteigens.
Die Kletterroute beschreibt dabei die vorgegebene Strecke zum Erklimmen eines Gipfels oder einer Felswand. Dabei werden die Kletterrouten genau mit Schwierigkeitsgraden beschrieben und teilweise auch als Zeichnung dargestellt. Im Fachjargon heißen diese Zeichnungen Topos. Anhand dieser Zeichnungen kann sich der Kletterer ein Bild vom Verlauf der Strecke machen. Zusätzlich sind oft Hinweise auf Sicherungsmöglichkeiten, Haken und Standplätze vorhanden. Wenn eine Kletterroute über mehrere Seillängen geht, wird der Schwierigkeitsgrad jeder einzelnen Seillänge sowie der sogenannten Schlüsselstelle angegeben, damit ein Aufstieg genau geplant und eingeschätzt werden kann.
Kletterrouten erhalten Namen, die meist von den Erstbegehern für die jeweilige Route festgelegt werden. In einschlägigen Magazinen und speziellen Kletterführern werden Kletterrouten veröffentlicht. Den Sonderfall einer Kletterroute stellt die Direttissima dar, die sich an der Falllinie orientiert und oft nahezu senkrecht zum Ziel führt.
Umgangssprachlich wird eine Route oft als Linie, eine Route beim Bouldern zudem als Problem bezeichnet.